# Річкунова
Річкуно́ва (рос. Речкунова) — присілок у складі Абатського району Тюменської області, Росія.
Населення — 73 особи (2010, 125 у 2002).
Національний склад станом на 2002 рік:
- росіяни — 100 %